# Droits LGBT au Liechtenstein

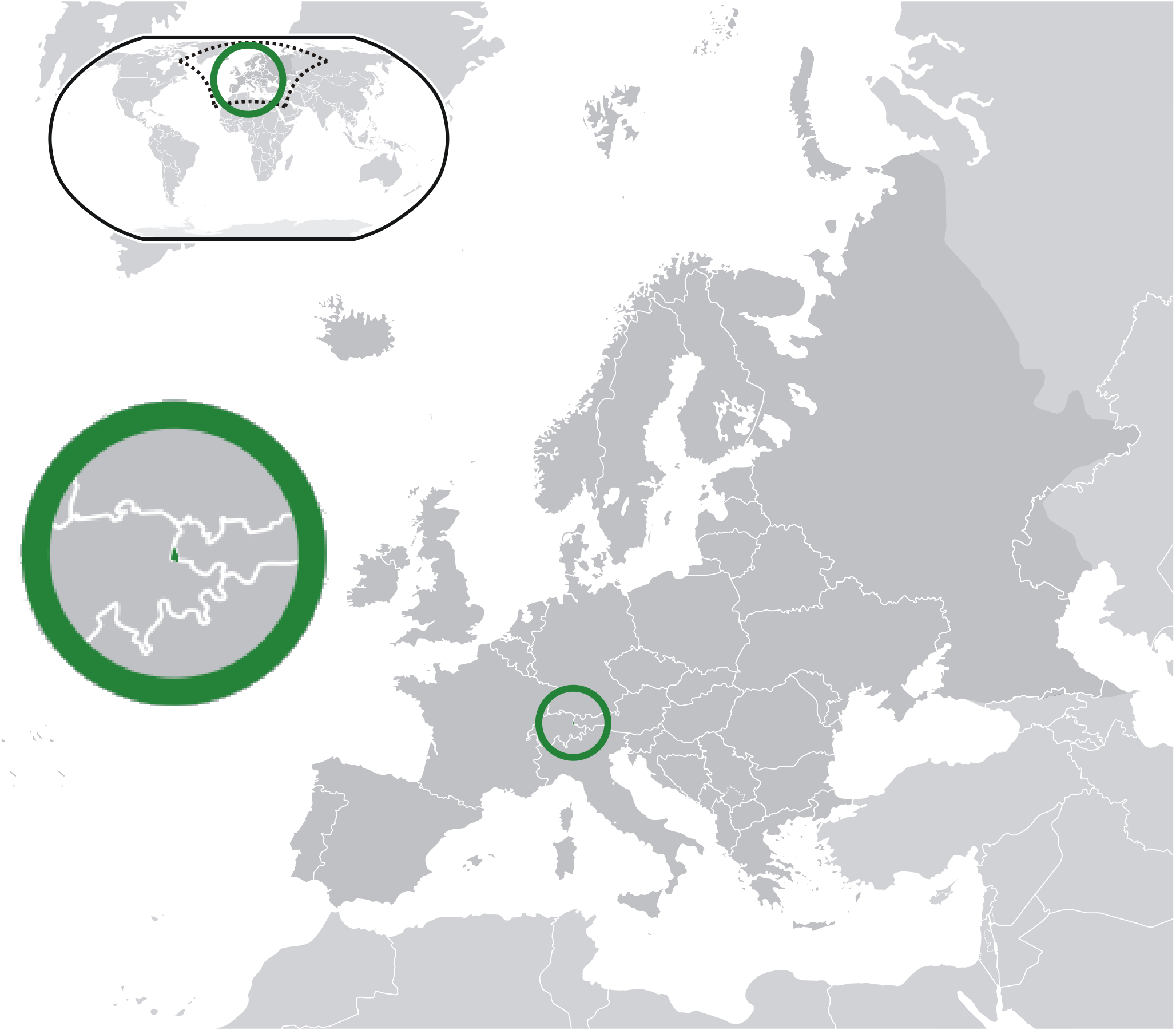
Localisation du Liechtenstein.

Les personnes lesbiennes, gays, bisexuelles et transgenres (LGBT) au Liechtenstein disposent de certains droits et d'une reconnaissance de plus en plus forte à travers le pays.

## Dépénalisation de l'homosexualité
L'homosexualité est légalisée au Liechtenstein en 1989 par la suppression des paragraphes 129 et 130 du Code pénal la pénalisant, bien que la majorité sexuelle n'ait été mise au même niveau entre hétérosexuels et homosexuels qu'en 2001. Le Code pénal a été révisé en décembre 2000 pour supprimer toute discrimination pour « activité homosexuelle », il est entré en vigueur en 2001.

## Reconnaissance légale des couples homosexuels
En 2001, la Liste libre travaille sur un projet de loi sur le partenariat civil pour les couples de même sexe. Cela a été accepté par le Landtag du Liechtenstein, le gouvernement en a fait alors une déclaration. Depuis 2002, le Code pénal inclut les couples de même sexe dans la définition de « proche parent ». Le projet de loi de partenariat civil est néanmoins rejeté par le Parlement durant l'été 2003.
Une nouvelle proposition de la Liste libre est adoptée par le Landtag avec une majorité de 19 voix contre 6 le 24 octobre 2007. De ce fait, la Ministre de la Justice Aurelia Frick a présenté ce projet de loi en avril 2010. Le 23 novembre 2010, le Gouvernement a approuvé la version finale du projet de loi. Le 16 décembre 2010 il est approuvé par le Parlement en première lecture et en deuxième lecture le 16 mars 2011 et est publié le 21 mars 2011. La loi devait entrer en vigueur le 1er septembre 2011, sauf en cas de référendum.
Un groupe Vox populi annonce son intention de forcer un référendum sur ce sujet après avoir recueilli le nombre nécessaire de signatures, la Constitution demandant 1 000 signatures de Liechtensteinois recueillies en 30 jours pour qu'un référendum se tienne.
Le 19 juin 2011 un référendum se tient, la question étant : « Acceptez-vous le projet de loi de partenariat enregistré pour les couples de même sexe adopté par le Parlement ? » Les résultats sont les suivants :
| Réponse                         | Voix   | %        |
| ------------------------------- | ------ | -------- |
| Oui                             | 9 239  | 68,76 %  |
| Non                             | 4 197  | 31,24 %  |
| Blancs ou Nuls                  | 540    | 3,95 %   |
| Total (participation : 74,18 %) | 18 840 | 100,00 % |

À la suite de ce vote positif des Liechtensteinois à plus de 68 %, le partenariat enregistré entre officiellement en vigueur le 1er septembre 2011.
En 2015, le Gouvernement lance des consultations en vue d'étendre les droits liés au partenariat enregistré, avec notamment les changements de nom lors de la conclusion d'un partenariat enregistré.

## Mariage
Le parlement légalise le mariage pour personnes du même sexe en mai 2024 par 24 voix contre 1, et la loi prendre effet le 1er janvier 2025,,.

## Tableau récapitulatif
| Dépénalisation de l’homosexualité                                                                                   | Depuis 1989 |
| Majorité sexuelle identique à celle des hétérosexuels                                                               | Depuis 2001 |
| Interdiction des discours de haine liée à l'orientation sexuelle                                                    | Depuis 2016 |
| Interdiction des discours de haine liée à l'identité de genre                                                       | Non         |
| Interdiction de la discrimination pour l'orientation sexuelle dans le domaine des biens et services                 | Depuis 2016 |
| Interdiction de la discrimination liée à l'orientation sexuelle à l'embauche                                        | Non         |
| Interdiction de la discrimination liée à l'identité de genre dans le domaine des biens et services ou de l'embauche | Non         |
| Partenariat civil pour couples de même sexe                                                                         | Depuis 2011 |
| Mariage pour couples de même sexe                                                                                   | Depuis 2025 |
| Adoption conjointe par les couples de personnes de même sexe                                                        | Depuis 2023 |
| Adoption par les personnes homosexuelles célibataires                                                               | Depuis 2022 |
| Droit pour les gays de servir dans l’armée                                                                          | Pas d'armée |
| Droit de changer légalement de genre                                                                                | Non         |
| Gestation pour autrui pour les gays                                                                                 | Non         |
| Accès aux FIV pour les lesbiennes                                                                                   | Non         |
| Autorisation du don de sang pour les HSH                                                                            | Depuis 2022 |